# Френски булдог
Френският булдог е порода малко домашно куче. Той е резултат от смеска от 18 век между наследници на булдози, внесени от Англия, и местни френски мишеловни кучета.

## История
Произход на съвременната порода
Породата френски булдог води началото си от древногръцкото племе молосоиди. Финикийските търговци след това разпространяват породата из целия античен свят. Впоследствие породата достига Англия и породата молосоидски кучета се развива в породата мастиф. Една от произходните породи на мастиф е буленбийзърът – порода кучета, използвани в популярните тогава игри с бикове.
През 1835 г. обаче тези кървави игри се забраняват в Англия и оставят булдозите „безработни“. По-рано (към 1800 г.) булдозите вече са били развъждани и за други цели и така породата била преквалифицирана от бойци в компаньони. Някои булдози били кръстосвани с териери, а други били модифицирани с по-малки размери. Към 1850 г. така наречените булдози играчки били толкова популярни, че вече били включени в списъците на официалните кучешки изложби, започнали в началото на 1860 г. Изискванията за тези кучета били да тежат между 7,3 и 11 килограма, въпреки че съществувал и клас под 5,4 килограма.
Същевременно, след Индустриалната революция, много от производителите на дантела в Нотингам остават без работа и се заселват в Нормандия, Франция. Те донасят със себе си разнообразие от кучета, включително булдозите. Породата постепенно набира популярност във Франция и започва търговия с булдози играчки. Английските развъдници изпращали към Франция кучета, считани за прекалено малки, а също и тези с щръкнали уши.
Постепенно тези малки булдози започнали да се считат за отделна порода и им се дава името Bouledogue Francais. Породата първоначално добива голяма популярност сред парижките куртизанки, артисти, писатели и модни дизайнери. По това време не се водят регистри и списъци за тези кучета и булдогът постепенно започва да изчезва от гените на породата. Започват да се кръстосват с Териери и Мопсове, което допринася съответно за щръкналите им уши и кръгли очи.

## Външни характеристики
Френският булдог е активен, интелигентен, мускулест с широки кости, гладка козина и компактен със средна до малка структура. Тези характеристики се отнасят с по-голяма сила до мъжките индивиди.
Цветовете, приети за тази порода, са различните нюанси на тигров, светлобежов, бял с тигрови петна или бял със светлобежови петна. Доминиращият цвят е тигров, а след това светлобежов, с разцветки от други цветове. Кожата на породата трябва да е мека, отпусната, особено на главата и раменете, като по този начин образува бръчки. Козината също така трябва да е лъскава, гъста, къса и гладка.
Изискванията за главата са тя да е квадратна, като скалпът трябва да е плосък, но леко заоблен. Блендата между черепа на кучето и муцуната трябва да е ясно изразена, като по този начин образува вдлъбнатина между очите. Муцуната трябва да е широка, дълбока и добре разлята назад, а също така трябва да има големи мускули на бузите. Носът на френския булдог трябва да е изключително къс, с широки ноздри и ясно изразена линия между тях. Носът и устните на кучето трябва да са черни, с изключение на по-светлите разцветки на породата. Устните трябва да са дебели и широки, стигащи до долната челюст и покриващи зъбите, които не бива да се виждат, когато кучето е със затворена уста. Очите на породата трябва да са с голямо разстояние помежду им, смъкнати възможно най-ниско (колкото се може по-далеч от ушите), кръгли и тъмни на цвят. Не е прието да се виждат части от склерата, когато кучето гледа напред. Ушите трябва да са подобни на прилеповите – широки в основата си, издължени, със закръглен връх.
Предните крака на породата трябва да са къси, набити, прави, мускулести и с голямо разстояние помежду им. Тялото се изисква да е късо и добре закръглено, като е широко в раменете и се стеснява към опашката. Гръдният кош трябва да е широк, с големи ребра, а стомахът – вдлъбнат и прибран към гръбнака на кучето.
Задните крака трябва да са мускулести и по-дълги от предните, като така слабините се качват над нивото на раменете. Опашката трябва да е права, къса, окачена ниско, дебела в основата си и скосена в края.

## Характер на породата
Френският булдог, както всички породи-компаньони, изискват постоянен контакт с хората. Като брахицефална порода (порода със сплескана муцуна) трябва да се знае, че тези кучета не могат да живеят на открито. Масивните тела и компрометираното дишане намаляват значително способността им да регулират телесната си температура. Характерно за породата е също така и затруднението на кучетата при плуване. Като следствие от физиологията на породата трябва да се взимат специфични мерки при горещо и влажно време.
Френските булдози рядко лаят, а когато го правят, то е за да привлекат внимание или просто да покажат, че не са щастливи. Породата е търпелива и много често привързана към хората, особено към деца, а женските индивиди дори настървено пазят децата.